# Larkollen
Larkollen est une localité de la municipalité de Moss, dans le comté d'Østfold, en Norvège.

## Description
Larkollen est située près du fjord extérieur d'Oslo, au sud-ouest de la municipalité de Moss. Elle est devenue une destination estivale de choix pour les familles aisées d'Oslo et de Fredrikstad.
Les îles de Kollen et Eldøya appartiennent également à Larkollen. L'île de Store Sletter est également considérée comme appartenant à Larkollen même si elle, avec ses deux îles sœurs Midtre Sletter et Søndre Sletter, est située dans la municipalité de Råde

## Zones protégées
- Zone de conservation du paysage Eldøya-Sletter[3]
- Réserve naturelle d'Eldøya[4]
- Réserve naturelle de Vardåsen[5]

## Galerie

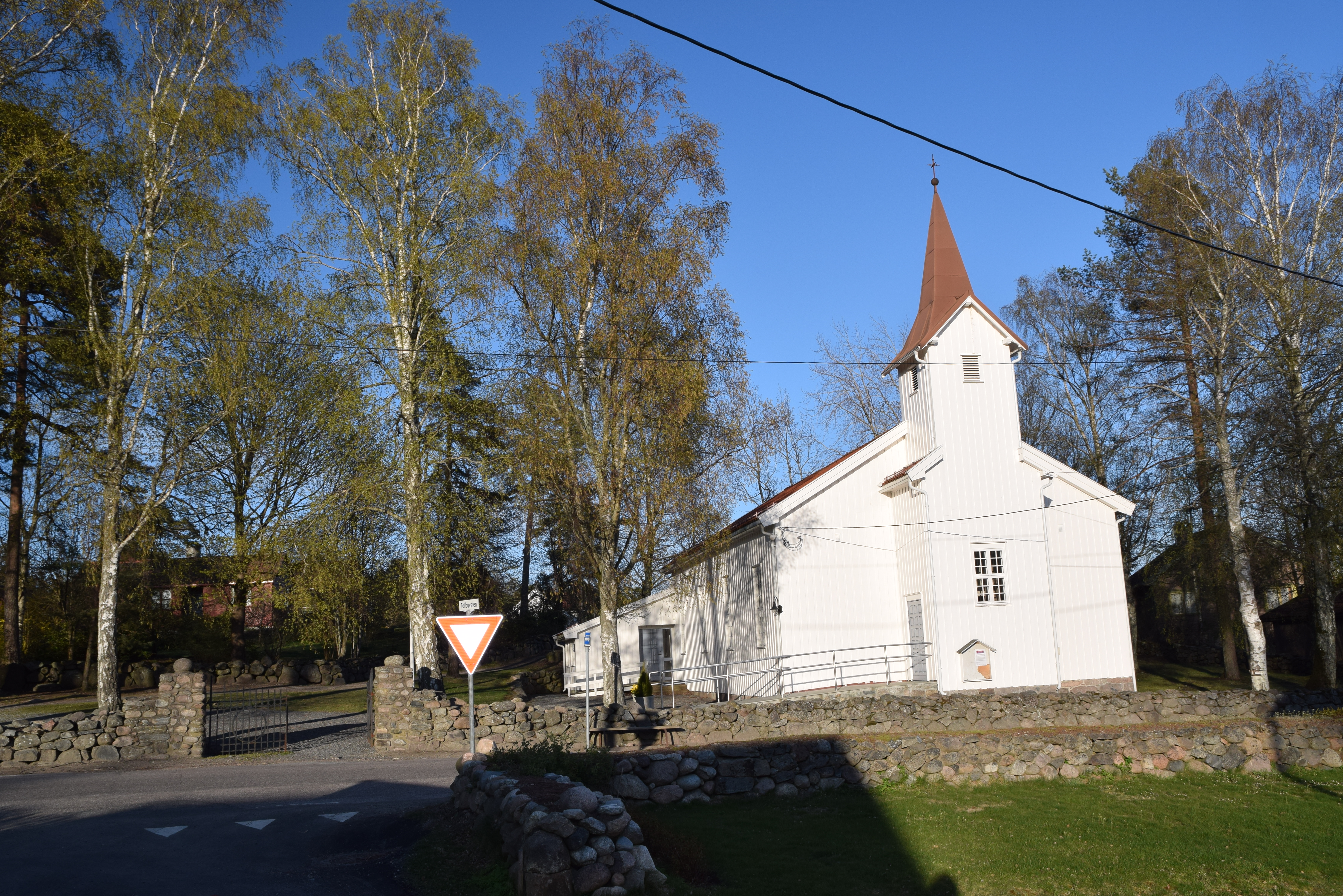
Église le Larkollen
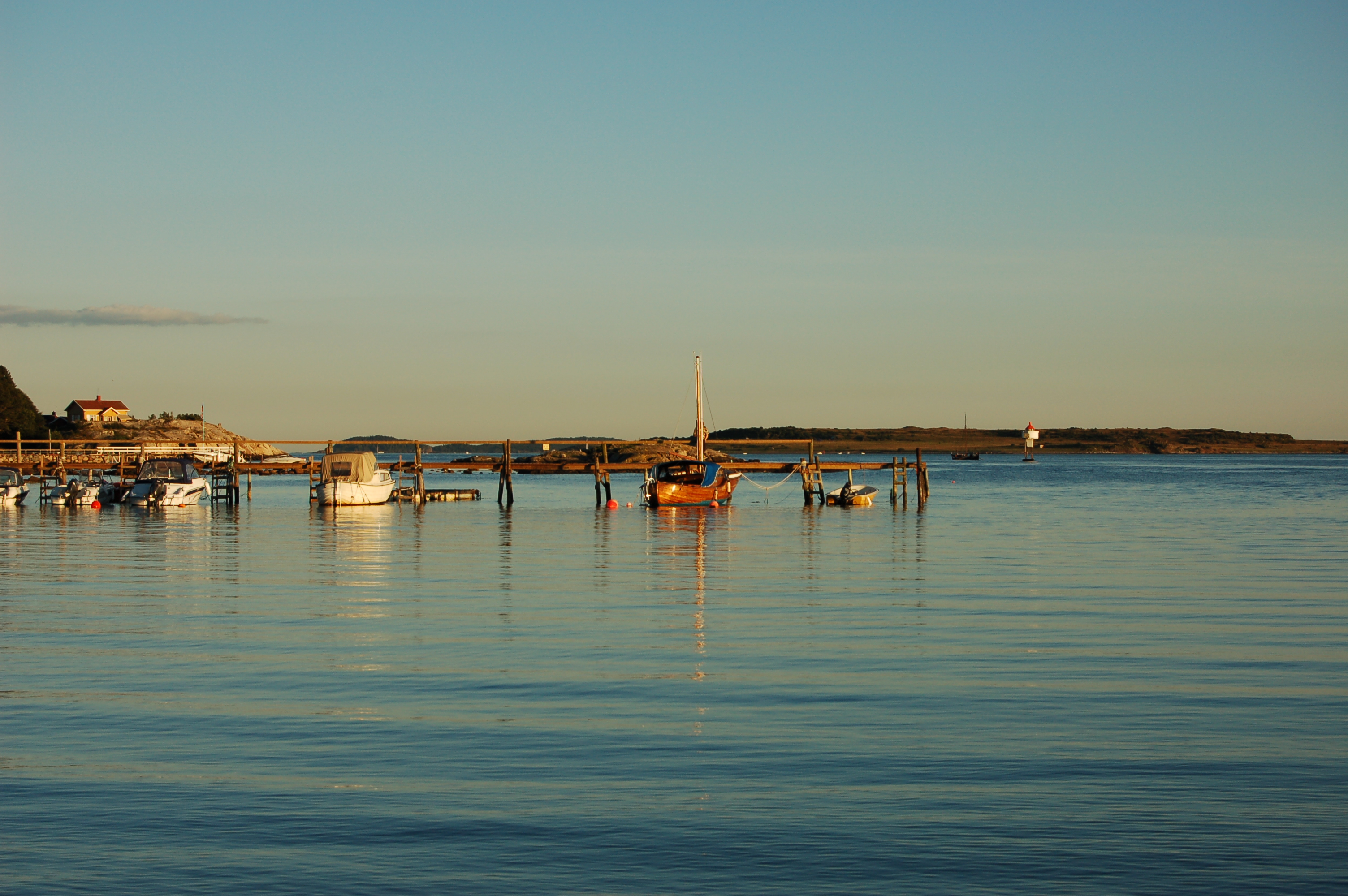
Littoral de Larkollen